# Deliverance (Opeth)
Deliverance è il sesto album degli Opeth, pubblicato dalla Music for Nations nel 2002.

## Il disco
È stato scritto e registrato insieme a Damnation che è uscito l'anno seguente. L'idea di fare due album distinti era nata del fatto che Mikael Åkerfeldt aveva scritto molti pezzi e la quantità di brani esclusivamente melodici era tale da richiedere la realizzazione di un lavoro a sé stante.
Mentre Damnation è totalmente melodico, il suo gemello Deliverance invece doveva rappresentare il lato più duro e cupo del sound degli Opeth. Racchiude infatti alcuni dei brani più heavy mai scritti dalla band come Wreath, Master's Apprentices e la title track Deliverance. Non mancano però alcuni pezzi meno violenti come A Fair Judgement che è cantata totalmente con voce pulita ma che comunque presenta atmosfere cupe e alcuni riff pesanti che non le hanno permesso di poter essere inserita in Damnation.
Totalmente al di fuori dello spirito dell'album, invece, sembra essere For Absent Friends, un pezzo acustico strumentale dalle sonorità più progressive; è stata probabilmente inserita nell'album per motivi di "tradizione": in tutti i precedenti lavori degli Opeth c'è sempre stata una traccia verso la metà dell'album che ne spezzava il ritmo incalzante. Infine la conclusiva By the Pain I See in Others è un esperimento molto particolare per le inusuali distorsioni usate sia nel cantato che nelle chitarre.
Nell'album sono presenti due tracce nascoste: dopo 1 minuto e 20 secondi di silenzio dal termine del brano "By the Pain I See in Others" (10:40 - 12:00) come prima ghost track si può ascoltare un backmasking; qui si tratta di una voce che canta in quella che sembrerebbe una lingua orientale. Dopo il backmasking seguono 30 secondi di silenzio (12:45 - 13:15) fino a quando come seconda ghost track si può ascoltare un reprise del backmasking stesso. Ascoltando al contrario questi due backmasking si rivelano essere una parte centrale della canzone Master's Apprentices.
La registrazione e la produzione dell'album sono state assistite dall'amico Steven Wilson, leader dei Porcupine Tree, che ha anche suonato il pianoforte in A Fair Judgement.
È stata pubblicata anche un'edizione in 2 LP con sopra stampate la copertina e le foto dei membri del gruppo.
L'artwork è stato curato da Travis Smith.

## Tracce
1. Wreath – 11:10
2. Deliverance – 13:36
3. A Fair Judgement – 10:23
4. For Absent Friends – 2:17
5. Master's Apprentices – 10:32
6. By the Pain I See in Others – 13:50

## Formazione
- Mikael Åkerfeldt - voce, chitarra
- Peter Lindgren - chitarra
- Martin Mendez - basso
- Martin Lopez - batteria e percussioni